# Djurkovo, Plovdiv
Djurkovo (în bulgară Джурково) este un sat în comuna Lăki, regiunea Plovdiv,  Bulgaria. 

## Demografie
Componența etnică a satului Djurkovo
     Bulgari (98,79%)
     Nicio identificare (1,2%)
     Altele (0%)
La recensământul din 2011, populația satului Djurkovo era de 83 locuitori. Din punct de vedere etnic, majoritatea locuitorilor (98,79%) erau bulgari. Pentru 1,2% din locuitori nu este cunoscută apartenența etnică.